# Полеводка (Алтайский край)
Полеводка — посёлок в Бийском районе Алтайского края России. Входит в состав Светлоозёрского сельсовета.

## География
Расположен в 12 км югу от центра сельского поселения,  села Светлоозёрское, на Чуйском тракте.
Находится в восточной части края, в южных пределах Бийско-Чумышской возвышенности, на берегу реки Катунь.
Климат
умеренный континентальный. Самый холодный месяц: январь (до −54 °C), самый тёплый: июль (до +39 °C). Годовое количество осадков составляет 450—500 мм.

## История
Посёлок входит в муниципальное образование «Светлоозёрский сельсовет» согласно муниципальной и административно-территориальной реформе 2007 года.
25 мая 2014 года открылся музей-панорама «Алтай. История России». Главный его экспонат, согласно сайту музея, 23-метровая картина о том, как старейшины алтайских народов (зайсаны) пишут письмо-прошение императрице о принятии их в состав Российской империи.

## Население
| 1997 | 1998 | 1999 | 2000 | 2001 | 2002 | 2003 | 2004 | 2005 |
| ---- | ---- | ---- | ---- | ---- | ---- | ---- | ---- | ---- |
| 232  | ↗241 | ↘238 | ↘235 | ↗238 | ↗253 | ↘230 | ↘221 | ↗226 |
| 2006 | 2007 | 2008 | 2009 | 2010 | 2011 | 2012 | 2013 |      |
| ↗230 | ↘222 | ↘210 | ↗215 | ↗246 | →246 | ↘245 | ↘240 |      |

национальный состав
Согласно результатам переписи 2002 года, в национальной структуре населения русские составляли 95 % от 250 жителей.

## Инфраструктура
Функционируют: художественно-этнографический парк «Легенда», музей-панорама «Алтай. История России», фельдшерско-акушерский пункт, сельский клуб.
Садовые участки.
В центре поселения, селе Светлоозёрское, находится общеобразовательная школа, отделение «Почты России».

## Транспорт
Посёлок доступен по федеральной автодороге «Чуйский тракт», 378-й километр.
Остановка общественного транспорта «Полеводка».